# 池上俊一
池上 俊一（いけがみ しゅんいち、1956年10月3日 - ）は、日本の歴史学者。東京大学名誉教授。西洋中世史、特にトスカーナ地方の歴史が専門だが、魔女などについての著作が多い。

## 来歴
愛知県生まれ。1979年東大文学部西洋史学科卒、1981年同大学院修士課程修了、1986－1988年フランス国立社会科学高等研究院留学、1994年東大教養学部助教授、のち教授（地域文化研究専攻地中海・イスラム地域文化大講座地中海文化干渉論専攻）。2015年『公共善の彼方に』でフォスコ・マライーニ賞受賞。同年同著で東京大学文学博士号取得。2021年東大を退任、名誉教授となる。

## 著書

### 単著
- 『動物裁判――西欧中世・正義のコスモス』（講談社現代新書、1990年）
- 『魔女と聖女――ヨーロッパ中・近世の女たち』（講談社現代新書、1992年／ちくま学芸文庫（改訂版）、2015年）
- 『狼男伝説』（朝日選書、1992年）
  - 『中世幻想世界への招待』（河出文庫、2012年）
- 『歴史としての身体――ヨーロッパ中世の深層を読む』（柏書房、1992年）
  - 『身体の中世』（ちくま学芸文庫、2001年）
- 『賭博・暴力・社交――遊びからみる中世ヨーロッパ』（講談社選書メチエ、1994年）
  - 『遊びの中世史』（ちくま学芸文庫、2003年）
- 『ロマネスク世界論』（名古屋大学出版会、1999年）
- 『万能人とメディチ家の世紀――ルネサンス再考』（講談社選書メチエ、2000年）
  - 『イタリア・ルネサンス再考――花の都とアルベルティ』（講談社学術文庫、2007年）
- 『シエナ―夢見るゴシック都市』（中公新書、2001年）
- 『世界の食文化（15） イタリア』（農山漁村文化協会、2003年）
- 『ヨーロッパ中世の宗教運動』（名古屋大学出版会、2007年）
- 『ヨーロッパの中世（8） 儀礼と象徴の中世』（岩波書店、2008年）
- 『世界史の鏡　環境（9） 森と川　歴史を潤す自然の恵み』（刀水書房、2010年）
- 『パスタでたどるイタリア史』（岩波ジュニア新書、2011年）
- 『図説 騎士の世界』（河出書房新社、2012年、新版2023年）
- 『お菓子でたどるフランス史』（岩波ジュニア新書、2013年）
- 『公共善の彼方に──後期中世シエナの社会』（名古屋大学出版会、2014年）
- 『森と山と川でたどるドイツ史』（岩波ジュニア新書、2015年）
- 『王様でたどるイギリス史』（岩波ジュニア新書、2017年）
- 『フィレンツェ──比類なき文化都市の歴史』（岩波新書、2018年）
- 『情熱でたどるスペイン史』（岩波ジュニア新書、2019年）
- 『ヨーロッパ中世の想像界』（名古屋大学出版会、2020年）
- 『ヨーロッパ史入門　原形から近代への胎動』（岩波ジュニア新書、2021年12月）
- 『ヨーロッパ史入門　市民革命から現代へ』（岩波ジュニア新書、2022年1月）
- 『歴史学の作法』（東京大学出版会、2022年12月）
- 『少女は、なぜフランスを救えたのか　ジャンヌ・ダルクのオルレアン解放』（シリーズ〈世界史のリテラシー〉NHK出版、2023年）
- 『魔女狩りのヨーロッパ史』（岩波新書、2024年）

### 共著
- （佐藤彰一）『世界の歴史（10）西ヨーロッパ世界の形成』（中央公論社、1997年／中公文庫、2008年）
- 『動物園というメディア』（青弓社、2000年）

（渡辺守雄・西村清和・浅見克彦・正田陽一・日橋一昭・中村禎里・山本茂行・柏木博）

### 共編著
- （佐藤彰一・高山博）『西洋中世史研究入門』（名古屋大学出版会、2000年／増補改訂版、2005年）
- （高山博）『宮廷と広場』（刀水書房、2002年）
- （工藤庸子）『都市と旅――フランス語で世界を読む』（放送大学教育振興会、2005年）
- （高山博）『西洋中世学入門』（東京大学出版会、2005年）
- （河原温）『ヨーロッパ中近世の兄弟会』（東京大学出版会、2014年）
- （河原温）『聖人崇敬の歴史』（名古屋大学出版会、2025年）

### 訳書
- ジャック・ル・ゴフ『中世の夢』（名古屋大学出版会、1992年）
- 『皇帝の閑暇――ティルベリのゲルウァシウス作』（青土社、叢書・西洋中世綺譚集、1997年／講談社学術文庫、2008年）
- ヴァンバ(Vamba)　『ジャン・ブラスカの日記』（平凡社ライブラリー、2008年）
- 逸名作家『西洋中世奇譚集成　東方の驚異』（講談社学術文庫、2009年）
- 『原典 イタリア・ルネサンス人文主義』（監修、名古屋大学出版会、2010年）
- ジャック・ル・ゴフ 『アッシジの聖フランシスコ』（梶原洋一共訳、岩波書店、2010年）
- 『アルベルティ　家族論』（徳橋曜共訳、講談社、2010年）
- 『原典 ルネサンス自然学 （上・下）』（監修、名古屋大学出版会、2017年）
- 『原典 イタリア・ルネサンス芸術論 （上・下）』（監修、名古屋大学出版会、2021年）

### その他
- 「知の再発見」双書 日本語訳監修[2]
- アニメ『葬送のフリーレン』魔法陣・紋章考査協力